# Časoprostor (album)
Časoprostor je název třetího alba popové kapely Lunetic. Album bylo vydáno v roce 2000 v České republice a na Slovensku pod značkou Universal Music Group.
Po úspěšném prodeji, byla ve stejném roce vydána také reedice alba pod názvem Časoprostor - Limitovaná edice.

## Seznam skladeb
| Pořadí | Název                                                | Hudba       | Text                        | Délka |
| ------ | ---------------------------------------------------- | ----------- | --------------------------- | ----- |
| 1.     | Podléhám myšlenkám                                   | Stano Šimor | David Škach                 | 3:54  |
| 2.     | Jsi anděl můj                                        | Stano Šimor | David Škach                 | 3:34  |
| 3.     | S tebou                                              | Stano Šimor | David Škach                 | 3:40  |
| 4.     | Den za dnem                                          | Stano Šimor | Deph                        | 4:03  |
| 5.     | Toužím zapomenout                                    | Stano Šimor | David Škach                 | 3:23  |
| 6.     | Láska nebo jed                                       | Stano Šimor | David Škach a Martin Kocián | 3:15  |
| 7.     | Když blesky hřmí                                     | Stano Šimor | David Škach                 | 3:19  |
| 8.     | Procházím se v ulicích                               | Stano Šimor | David Škach                 | 3:29  |
| 9.     | Vážně nekoukej                                       | Stano Šimor | David Škach                 | 4:15  |
| 10.    | Motýl                                                | Stano Šimor | David Škach                 | 4:02  |
| 11.    | Chci vstoupit do tvých snů (Girl You Know It's True) | Stano Šimor | David Škach                 | 3:35  |
| 12.    | Ztraceni v čase                                      | Stano Šimor | David Škach                 | 3:50  |

### Časoprostor - Limitovaná edice
Ke konci roku 2000 bylo album znovu vydáno pod názvem Časoprostor - Limitovaná edice.
Album obsahuje 12 původních písní a 3 nové + PC hru.
| Pořadí | Název                                                | Hudba       | Text                        | Délka |
| ------ | ---------------------------------------------------- | ----------- | --------------------------- | ----- |
| 1.     | Podléhám myšlenkám                                   | Stano Šimor | David Škach                 | 3:54  |
| 2.     | Jsi anděl můj                                        | Stano Šimor | David Škach                 | 3:34  |
| 3.     | S tebou                                              | Stano Šimor | David Škach                 | 3:40  |
| 4.     | Den za dnem                                          | Stano Šimor | Deph                        | 4:03  |
| 5.     | Toužím zapomenout                                    | Stano Šimor | David Škach                 | 3:23  |
| 6.     | Láska nebo jed                                       | Stano Šimor | David Škach a Martin Kocián | 3:15  |
| 7.     | Když blesky hřmí                                     | Stano Šimor | David Škach                 | 3:19  |
| 8.     | Procházím se v ulicích                               | Stano Šimor | David Škach                 | 3:29  |
| 9.     | Vážně nekoukej                                       | Stano Šimor | David Škach                 | 4:15  |
| 10.    | Motýl                                                | Stano Šimor | David Škach                 | 4:02  |
| 11.    | Chci vstoupit do tvých snů (Girl You Know It's True) | Stano Šimor | David Škach                 | 3:35  |
| 12.    | Ztraceni v čase                                      | Stano Šimor | David Škach                 | 3:50  |
| 13.    | Život je hra                                         | Stano Šimor | David Škach                 | 3:31  |
| 14.    | S tebou (W-Track remix)                              | Stano Šimor | David Škach                 | 3:46  |
| 15.    | Vážně nekoukej (MOGUM remix)                         | Stano Šimor | David Škach                 | 4:25  |

## Sestava při nahrávání
- Václav Jelínek - hlavní vokály
- Martin Kocián - vokály, rap
- David Škach - vokály
- Aleš Lehký - vokály
- Stano Šimor - produkce
- Deph - rap